# Originales por M+
Originales por M+ es un canal de televisión por suscripción español propiedad de Telefónica. Su programación está enfocada en todas las producciones originales de la plataforma de Movistar Plus+.

## Historia
En julio de 2023, Movistar Plus+ anunció una remodelación completa de su oferta televisiva, que implicaba tanto la desaparición de algunos canales como la creación de otros, entre ellos, Originales por M+.
El día 1 de agosto, comenzó sus emisiones en pruebas en la plataforma emitiendo un bucle de continuidad, para después empezar con su programación definitiva a las 14:05.

## Disponibilidad
En España, el canal está disponible en exclusiva en Movistar Plus+ en el dial 13, en alta definición para clientes de fibra y satélite. También está disponible como canal de emisión lineal en el servicio de vídeo bajo demanda.